# Guerre franco-algérienne (1681–1688)
Pour le précédent conflit entre la régence d’Alger et le royaume de France, voir Guerre franco-algérienne (1609–1628).
Batailles
Bombardement d'Alger (1682)  
 Bombardement d'Alger (1683) 
 Bombardement d'Alger (1688)
La guerre franco-algérienne est une série d'opérations militaires menées entre 1681 et 1688 par le royaume de France contre la régence d'Alger.

## Déclaration de guerre
La guerre fait suite à un accord de paix entre les deux États où « il fut déclaré que les Français ne pourraient plus être esclaves à Alger de quelque manière qu’ils eussent été pris. »
Le Diwan d'Alger y consent, à condition que les Algérois injustement détenus depuis longtemps lui soient renvoyés. L’accord est conclu et la paix semble assurée, mais le Diwan d'Alger apprend par les lettres des captifs qu'ils viennent d'être rembarqués sur une galère de la flotte du Levant. Après avoir envoyé un ultimatum dédaigneusement accueilli à Versailles, la guerre est unanimement déclarée au royaume de France par le Diwan, au cours de sa séance du 18 octobre 1681.
En 1681, Mohamed Trik cède le pouvoir à son gendre Baba Hassan qui devient Dey d'Alger . Dès son arrivée au pouvoir, il mobilise douze bâtiments de guerre et fait couler vingt-neuf navires marchands français dont celui du chevalier de Beaujeu qui est capturé puis vendu comme esclave par Ali-Raïs, capitaine général des vaisseaux d’Alger. En réponse à ces agressions, Louis XIV décide de lancer l’expédition de Duquesne.

## Déroulement
En 1682 a lieu le premier bombardement d'Alger, qui aboutit à un échec : les Français infligent de lourds dégâts à la ville, mais ne parviennent pas à obtenir la soumission du Dey.
En 1683, l'amiral français Abraham Duquesne dirige le deuxième bombardement d'Alger et force le Dey à restituer tous les esclaves chrétiens. Le Dey envoie les otages, parmi lesquels il a le soin d'inclure Mezzomorto Hussein Pacha, dont il craint l’influence. Une quinzaine de jours de tractations diplomatiques s'ensuivent. Les négociations s'éternisent, Baba-Hassan, ne parvenant pas à réunir l'argent exigé par l’amiral à titre d'indemnité, et demandant davantage de temps. Cependant, la ville est divisée en deux partis : celui de la paix, représenté par les Baldis et la Milice, et celui de la guerre, qu’appuie la Taïfa des raïs. Mezzomorto, qui en est le chef, est tenu informé des événements par les fréquentes visites qu'il reçoit. Il persuade Duquesne de le débarquer, disant qu’il en ferait plus en une heure que Baba-Hassan en quinze jours»,.
A peine descendu à terre, Mezzomorto prend la tête des Raïs et marche sur la Palais de la Jenina. Il y fait massacrer le Dey par Ibrahim Khodja, arbore le drapeau rouge et ouvre le feu sur la flotte française. à laquelle il renvoie MM. Hayet, menaçant l’Amiral d'attacher des Chrétiens à la bouche du canon si les Français reprenaient leurs frappes. Les Algériens supplicient le consul de France, le Père Jean Le Vacher, en l'utilisant comme boulet de canon humain. Les membres mutilés de plusieurs Français de distinction viennent tomber sur les bâtiments français.
À la suite de la prise d'Alger en juillet 1830, cette pièce d'artillerie est surnommée la « Consulaire » et expédiée à Brest par l'amiral Victor Guy Duperré. Elle est dressée à son emplacement actuel le 27 juillet 1833.
En 1684, le vice-amiral de Tourville dirige une nouvelle expédition contre Alger. Les négociations aboutissent et le traité de paix est signé. En parallèle, il ordonne le bombardement de Gênes (qui avait vendu de l'équipement aux Algériens).
Les Algérois rompent la paix de Tourville. Le maréchal d'Estrées leur inflige, en 1688, un dernier bombardement. Les galiotes du maréchal jettent sur la ville d'Alger près de 10 000 bombes. La flotte française perd plusieurs navires dans les opérations de bombardement et doit se replier au bout de 16 jours à cause des défenses de la ville. À la suite de cet échec, la paix est définitivement conclue avec la Régence. Elle dure plus d'un siècle. Mais les corsaires algérois, tout en respectant le pavillon de la France, n'en continuent pas moins leurs courses, causant de grands ravages sur les côtes d'Espagne.